# تحصيب

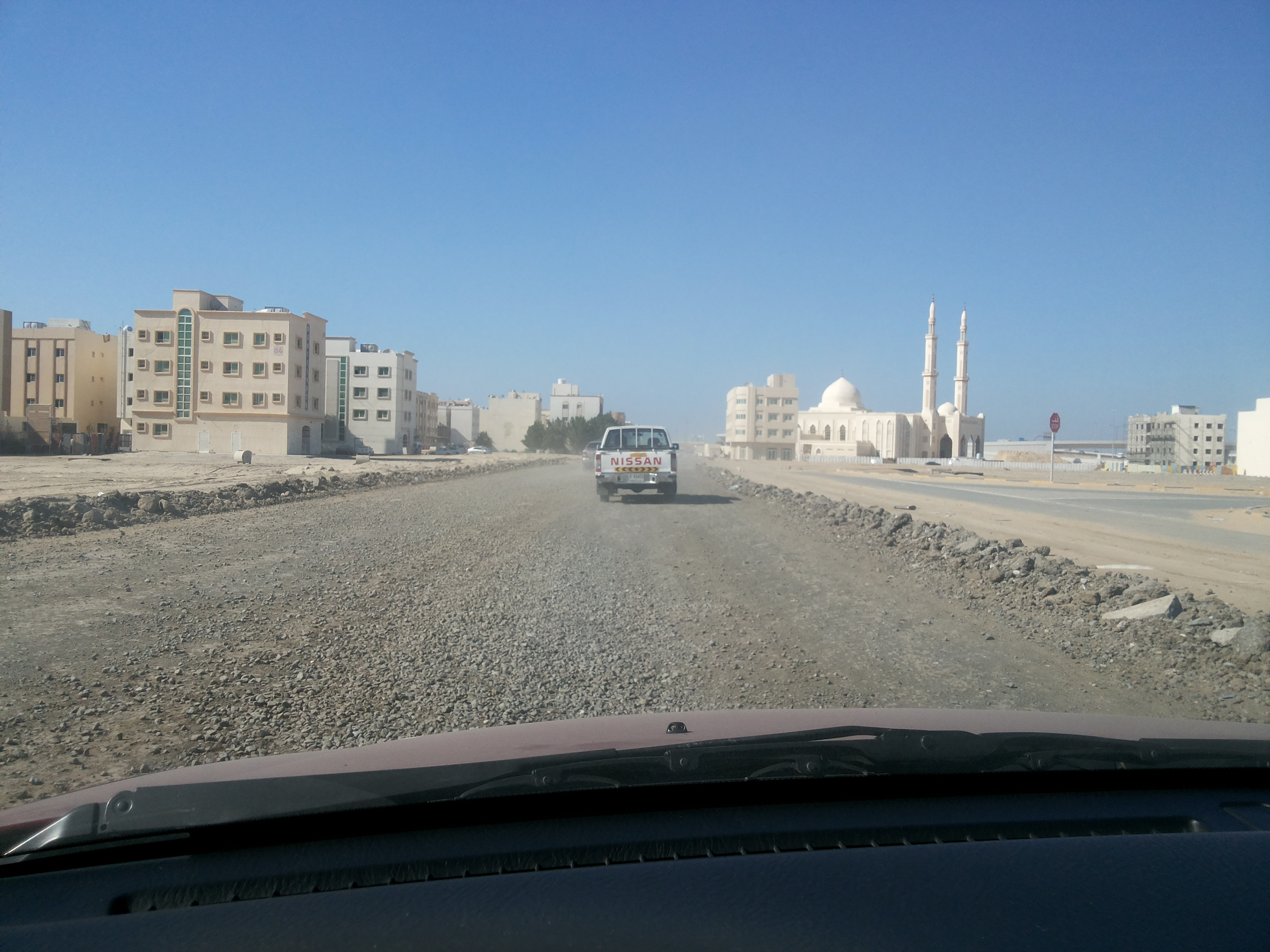
مُحَصَّبَة أو مكدام في إمارة الشارقة ، الإمارات العربية المتحدة

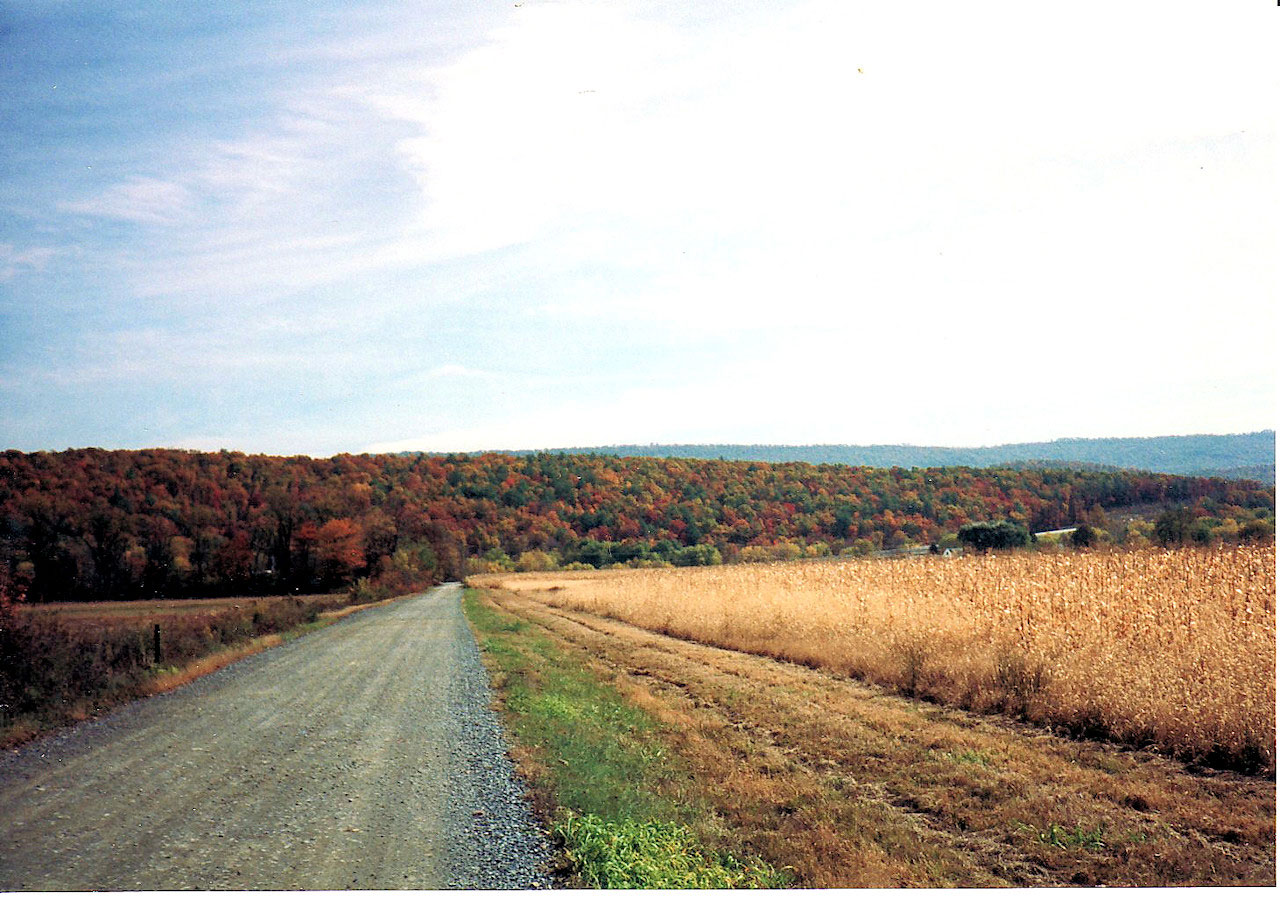
مُحَصَّبَة أو مكدام

التحصيب أو التكديم نوع من أنواع بناء الطرق صممه المهندس الإسكتلنديّ جون لودون ماك آدم نحو سنة 1820 م، وهذا النوع من بناء الطرق كان رائداً ومميزاً من الناحية التقنية في ذلك الوقت، حيث توضع عدة طبقات من الحصى المتساوي الحجم فوق بعضها مع طبقة تغليفية من رِباط (مادة لاصقة)، تُخبط في مكان العمل. تُسمَّى الطريق هذه المُحَصَّبَة (أي طريق مرصوفة بالحصباء [صغار الحصى والحجارة] ) أو المكدام ويُقال حصَّب الطريق أو كدَّمَه.